# Sommet du G7 de 2021
Le sommet du G7 de 2021 est le 47e sommet du groupe des sept. Organisé par le Royaume-Uni qui assure alors la présidence du groupe, il se déroule du 11 au 13 juin à Carbis Bay, en Cornouailles. Au cours de celui-ci, la gestion de la pandémie est un sujet majeur, et le G7 multiplie les engagements pour rattraper le retard dans la vaccination des pays du Sud, dont celui de la promesse de donner 1 milliard de vaccins au reste du monde.
En tant que chef d'État du pays hôte, la reine Élisabeth II accueille les participants à Carbis Bay.

## Composition

### Représentants des pays membres

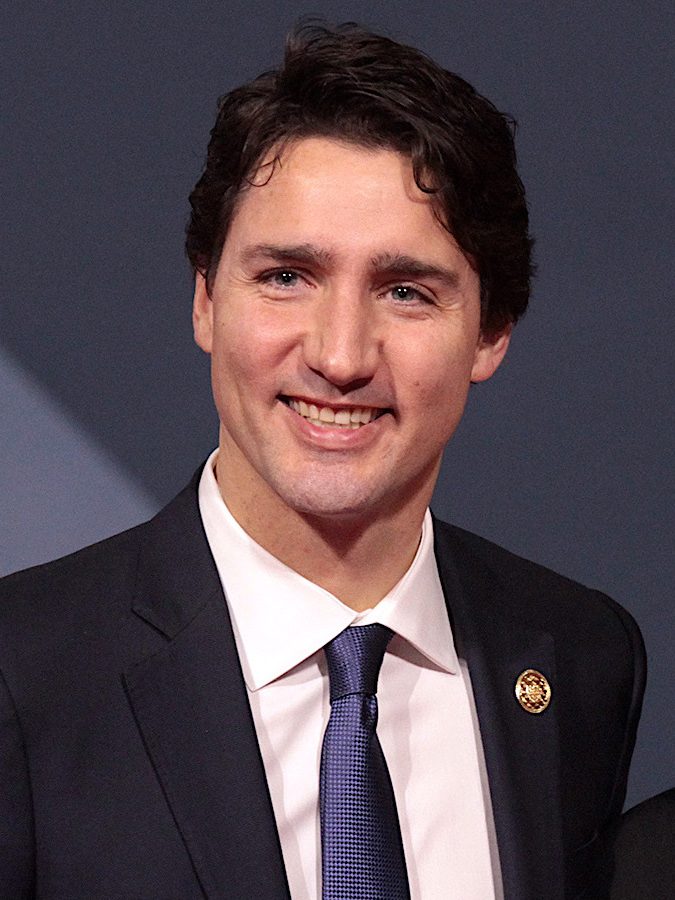
Canada Justin Trudeau, Premier ministre
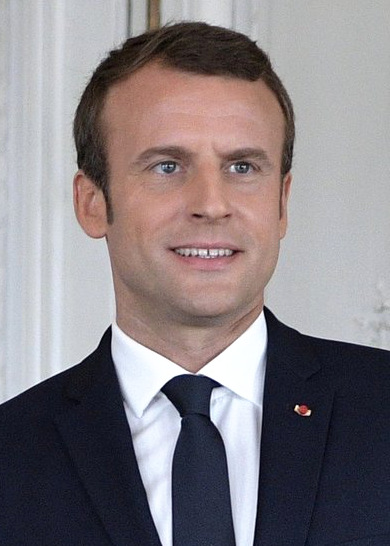
France Emmanuel Macron, Président
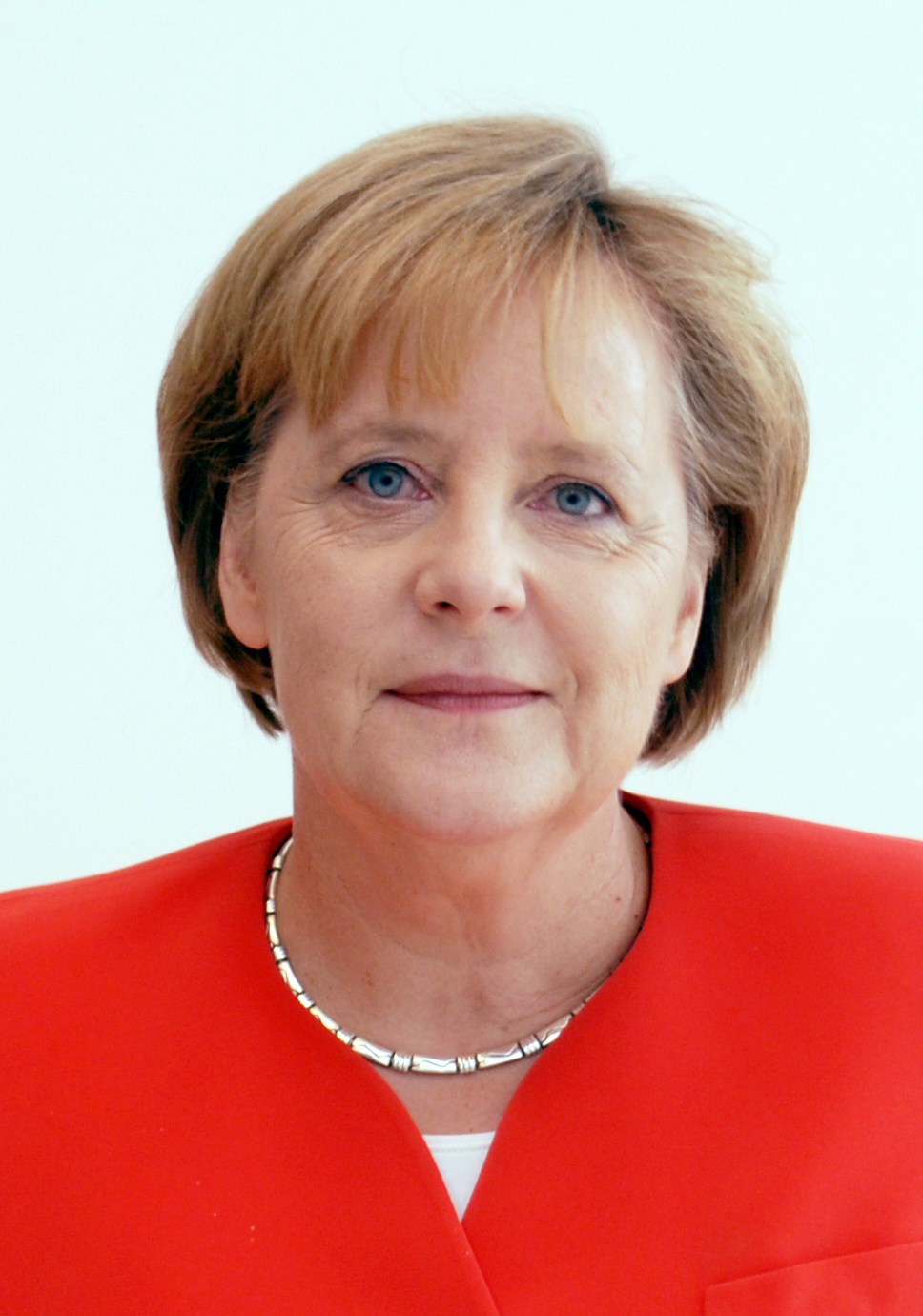
Allemagne Angela Merkel, Chancelière fédérale
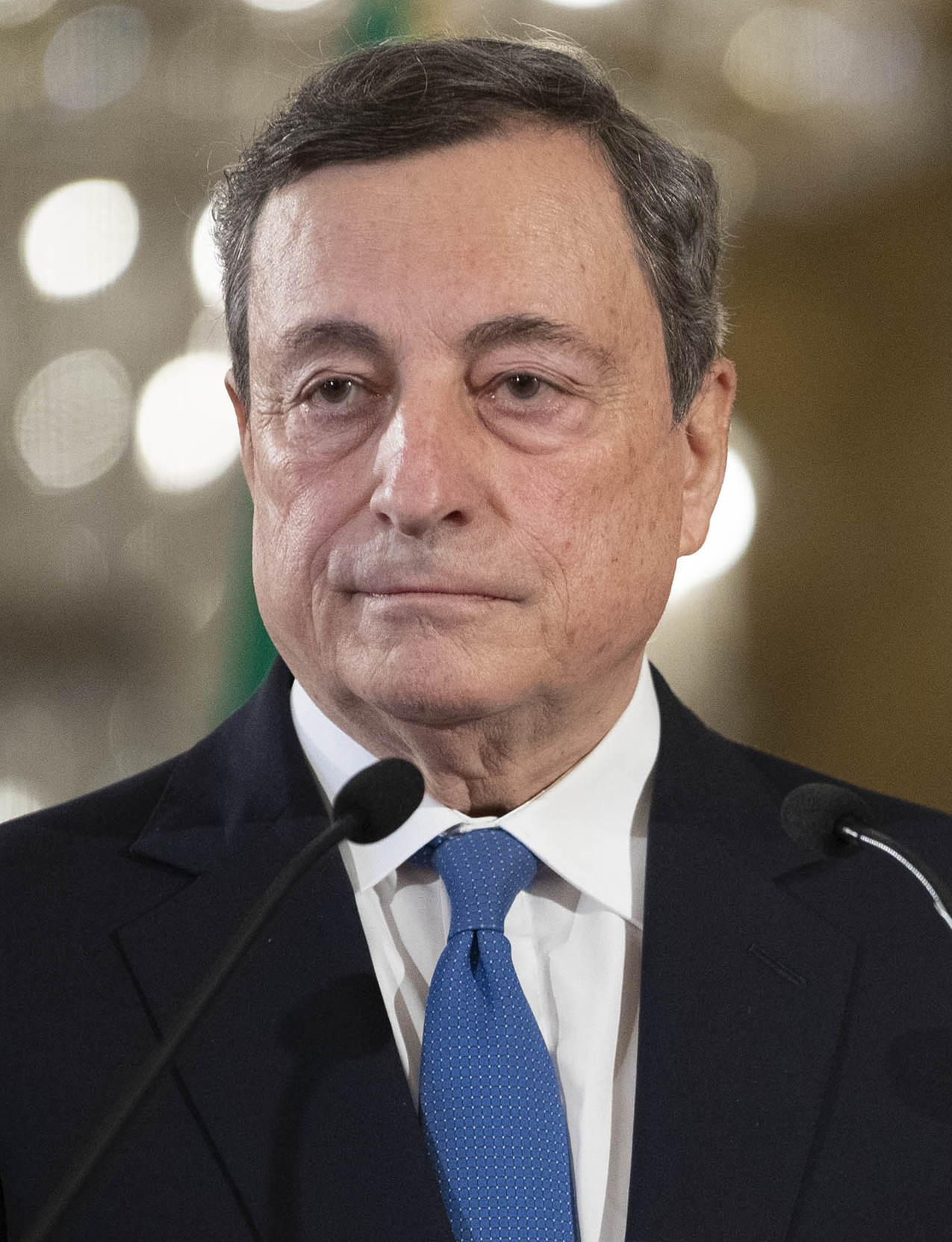
Italie Mario Draghi, Président du Conseil
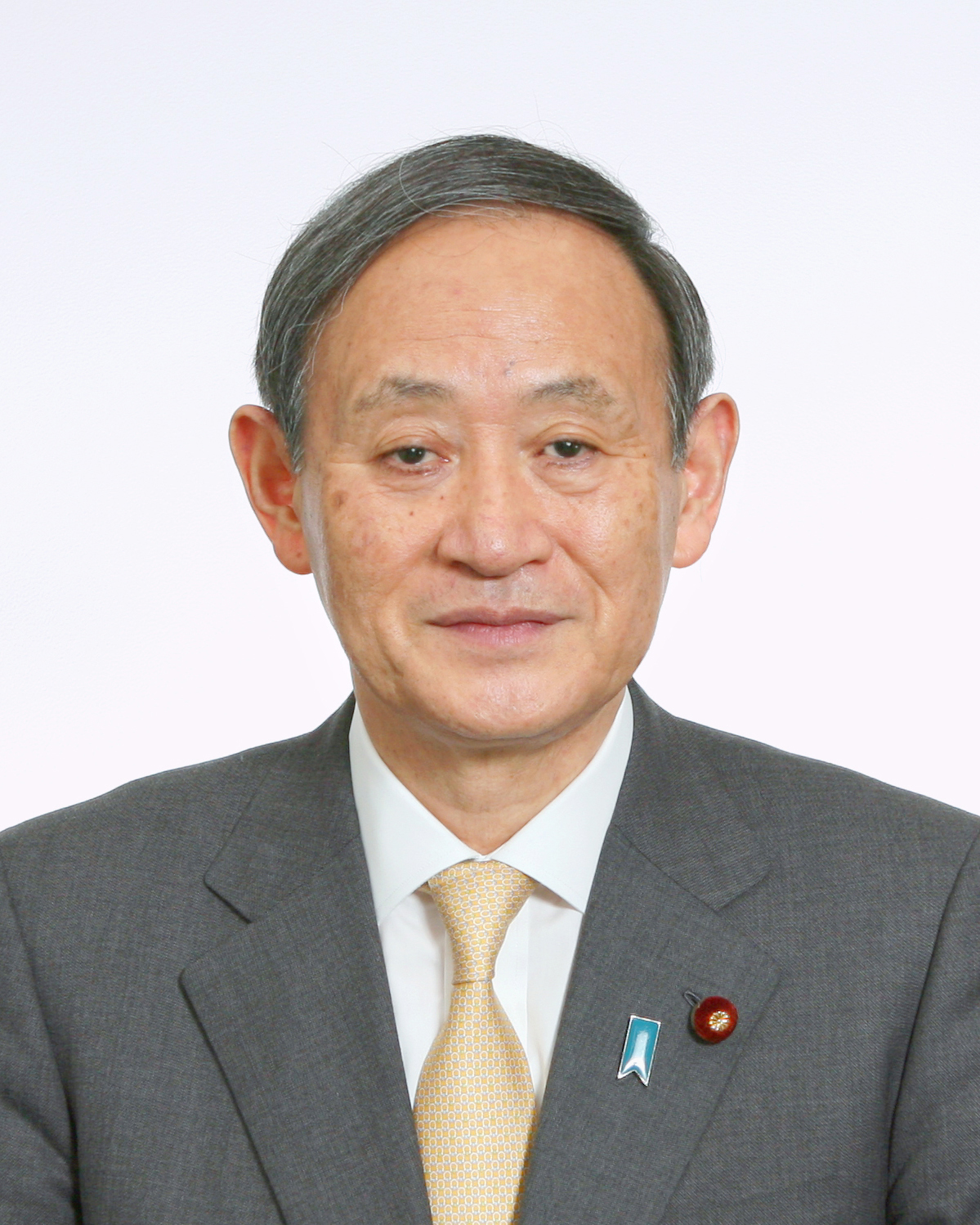
Japon Yoshihide Suga, Premier ministre
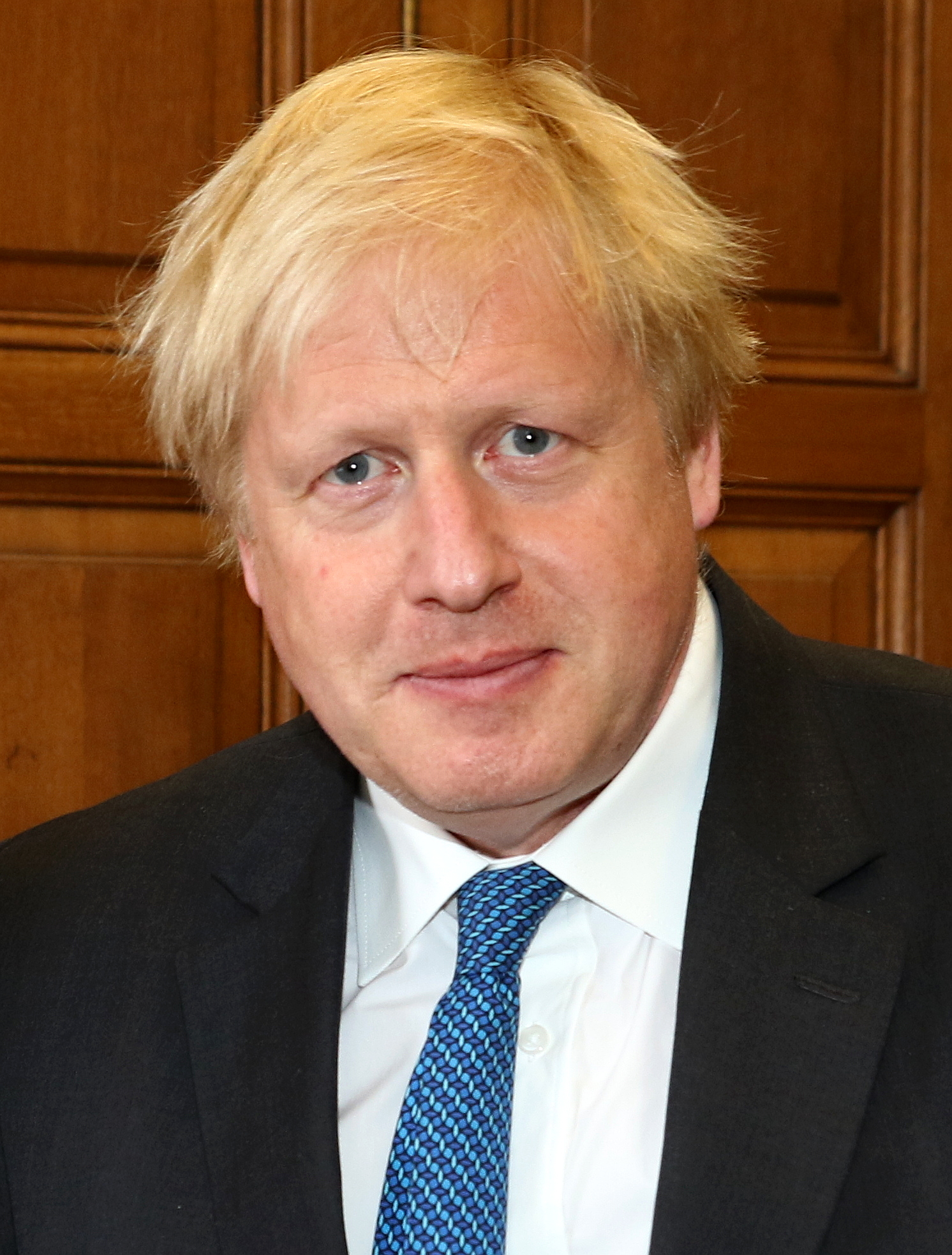
Royaume-Uni Boris Johnson, Premier ministre
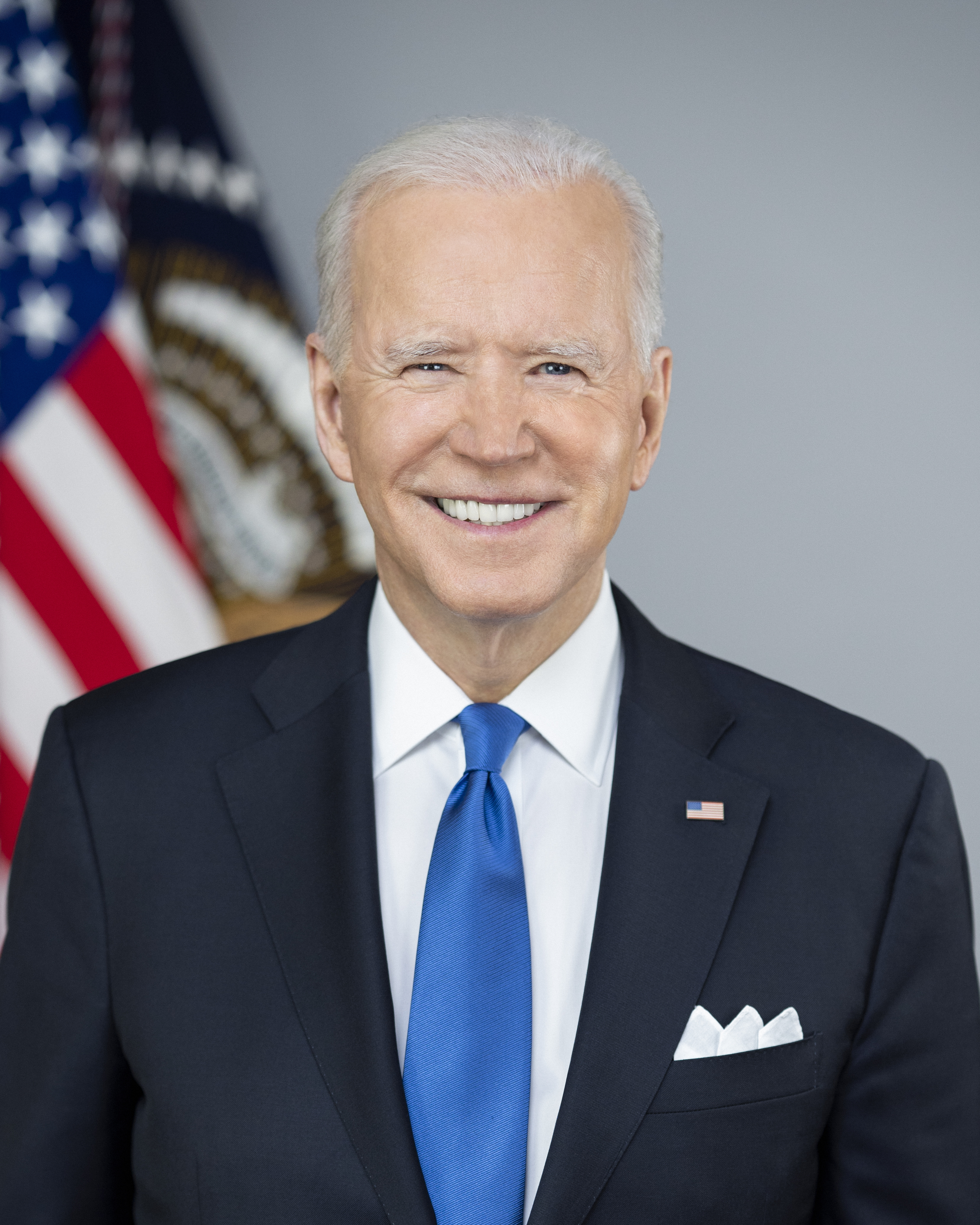
États-Unis Joe Biden, Président
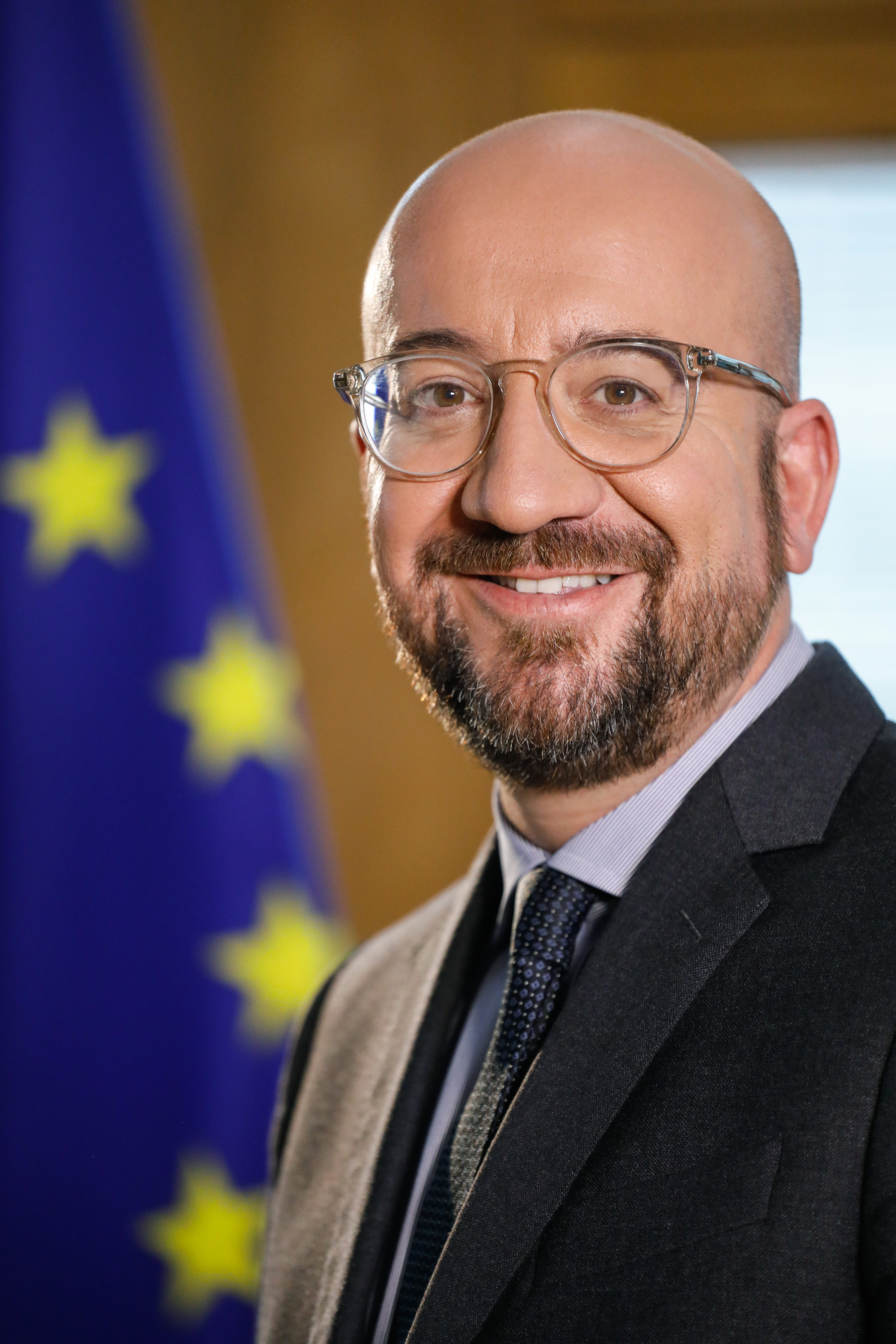
Union européenne Charles Michel, Président du Conseil
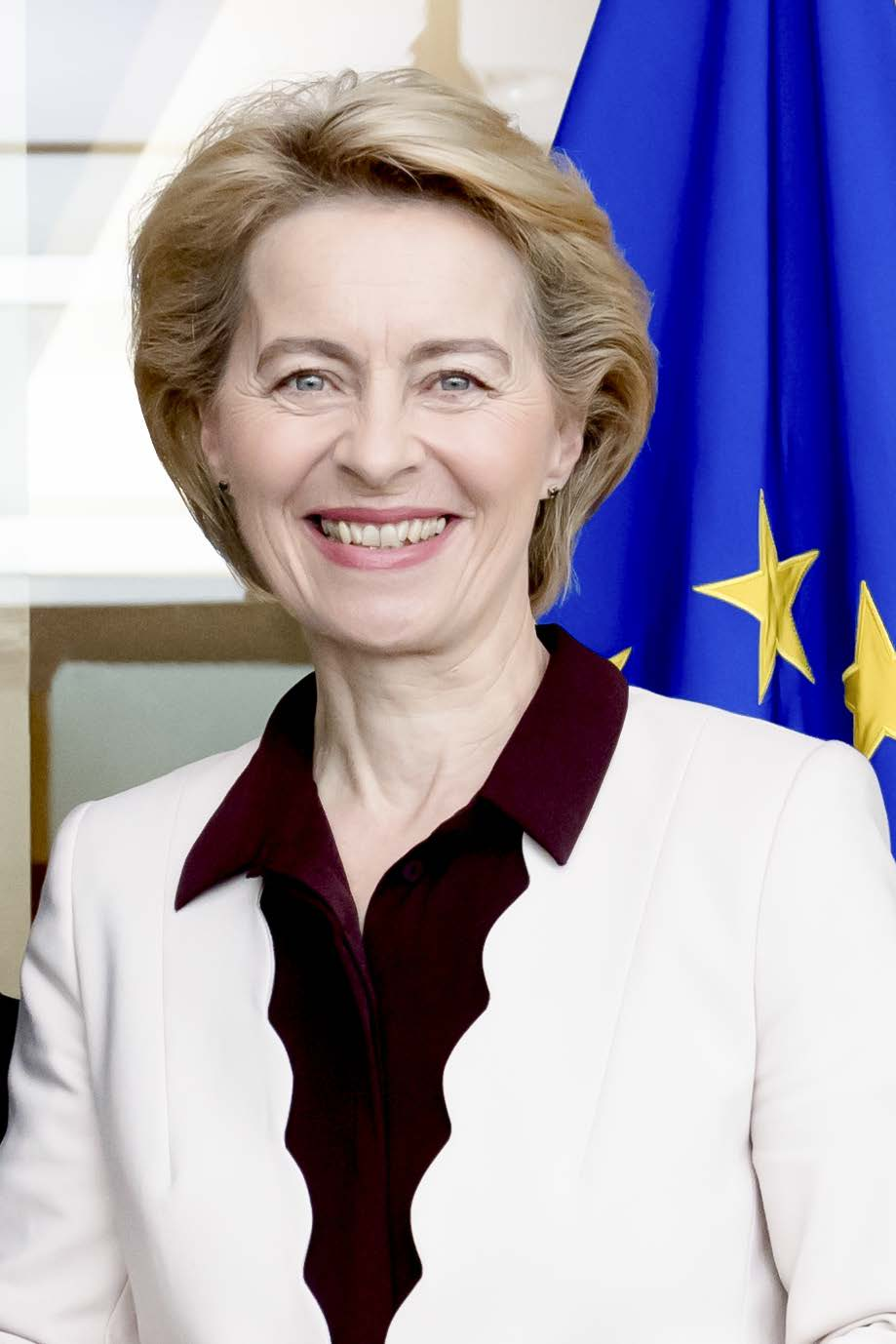
Union européenne Ursula von der Leyen, Président de la Commission

### Chefs d'État ou de gouvernement invités
Compte tenu de la pandémie de Covid-19, le nombre d'invités est limité (les grandes organisations internationales n'ont d'ailleurs pas été invitées à être représentées par leurs dirigeants) ; seuls quatre pays : l'Australie, l'Inde, la Corée du Sud et l'Afrique du Sud sont conviés à assister au Sommet du G7 ; les pays membres du G7 et les pays invités représentent ainsi « plus de 60 % des personnes vivant dans les démocraties à travers le monde – plus de 2,2 milliards de personnes – et plus de la moitié de l'économie mondiale ».

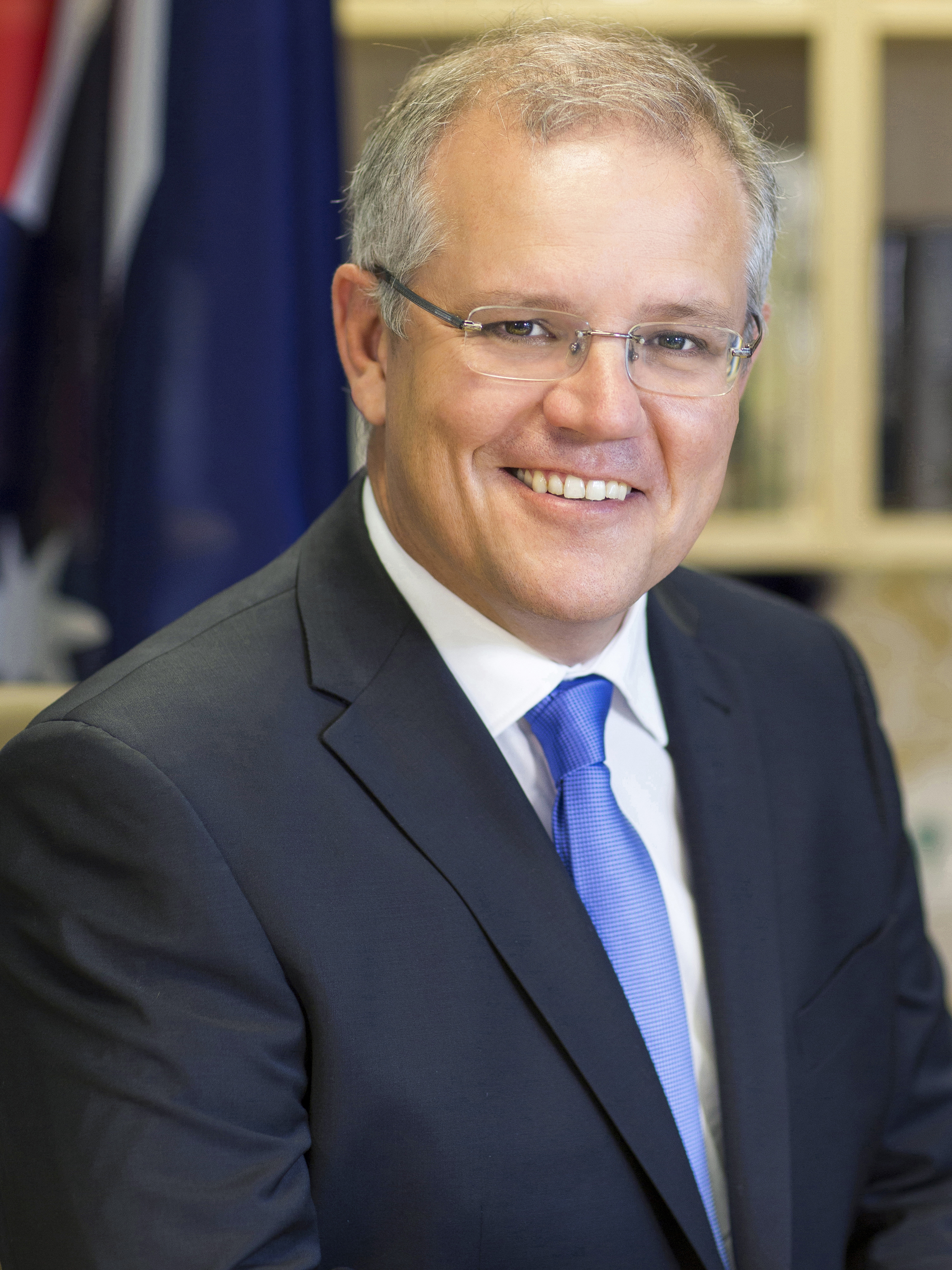
AUS Scott Morrison, Premier ministre
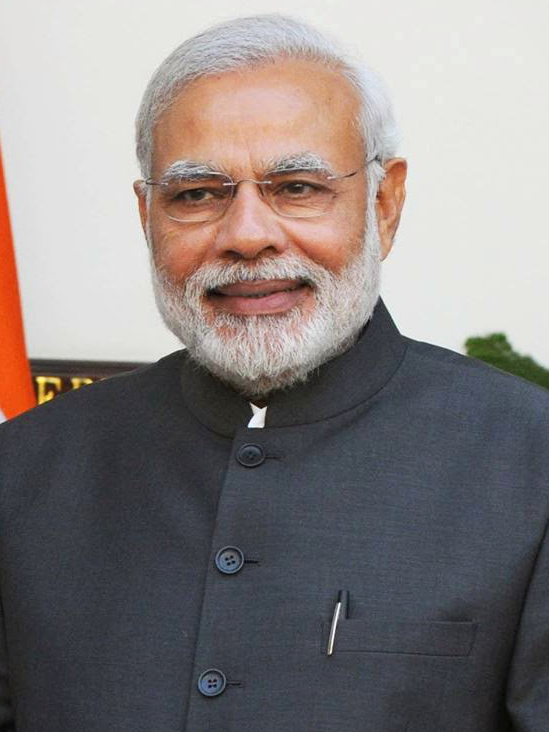
IND Narendra Modi, Premier ministre
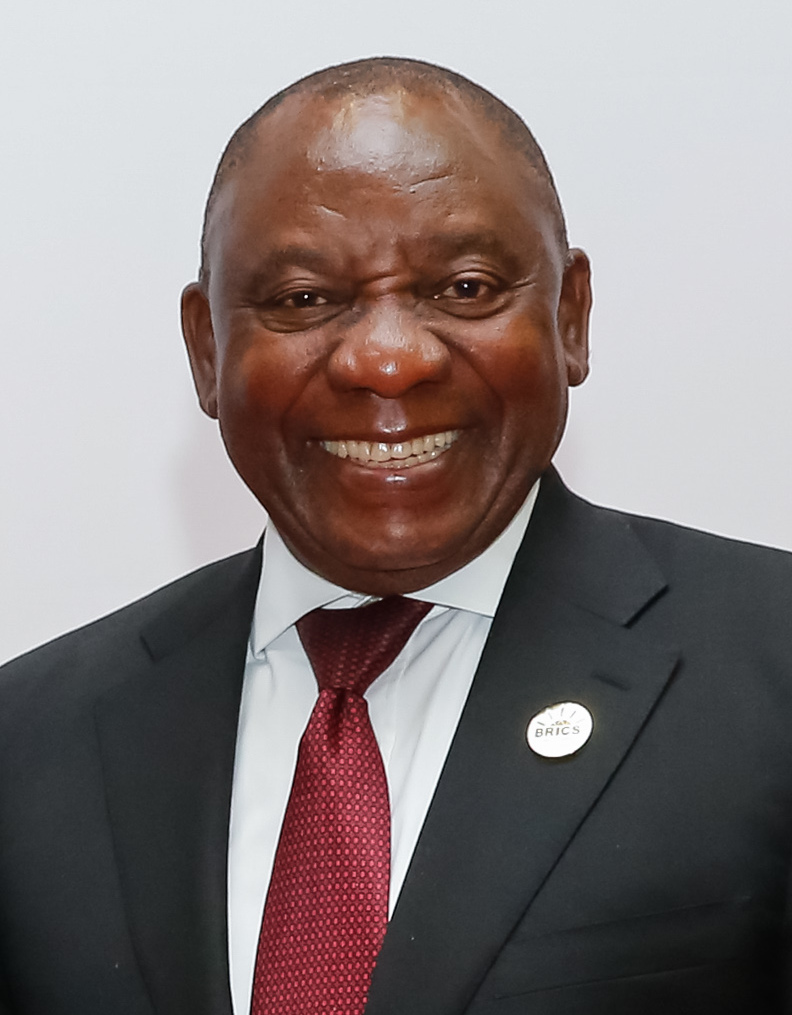
' Cyril Ramaphosa, Président

- Australie
Scott Morrison,
Premier ministre
- Inde
Narendra Modi, 
Premier ministre
- Afrique du Sud
Cyril Ramaphosa, 
Président

### AUKUS sur les fonts baptismaux
En dépit des avertissements reçus par le secrétaire d'État aux Affaires étrangères Dominic Raab sur les effets négatifs que l'accord aurait sur les relations avec la Chine ou la France, les détails d'AUKUS y sont abordés entre les trois parties prenantes, ces dernières prenant soin de tenir à l'écart le président français. Dès lors, le G7 de Cornouailles portait en germe la crise des sous-marins australiens.

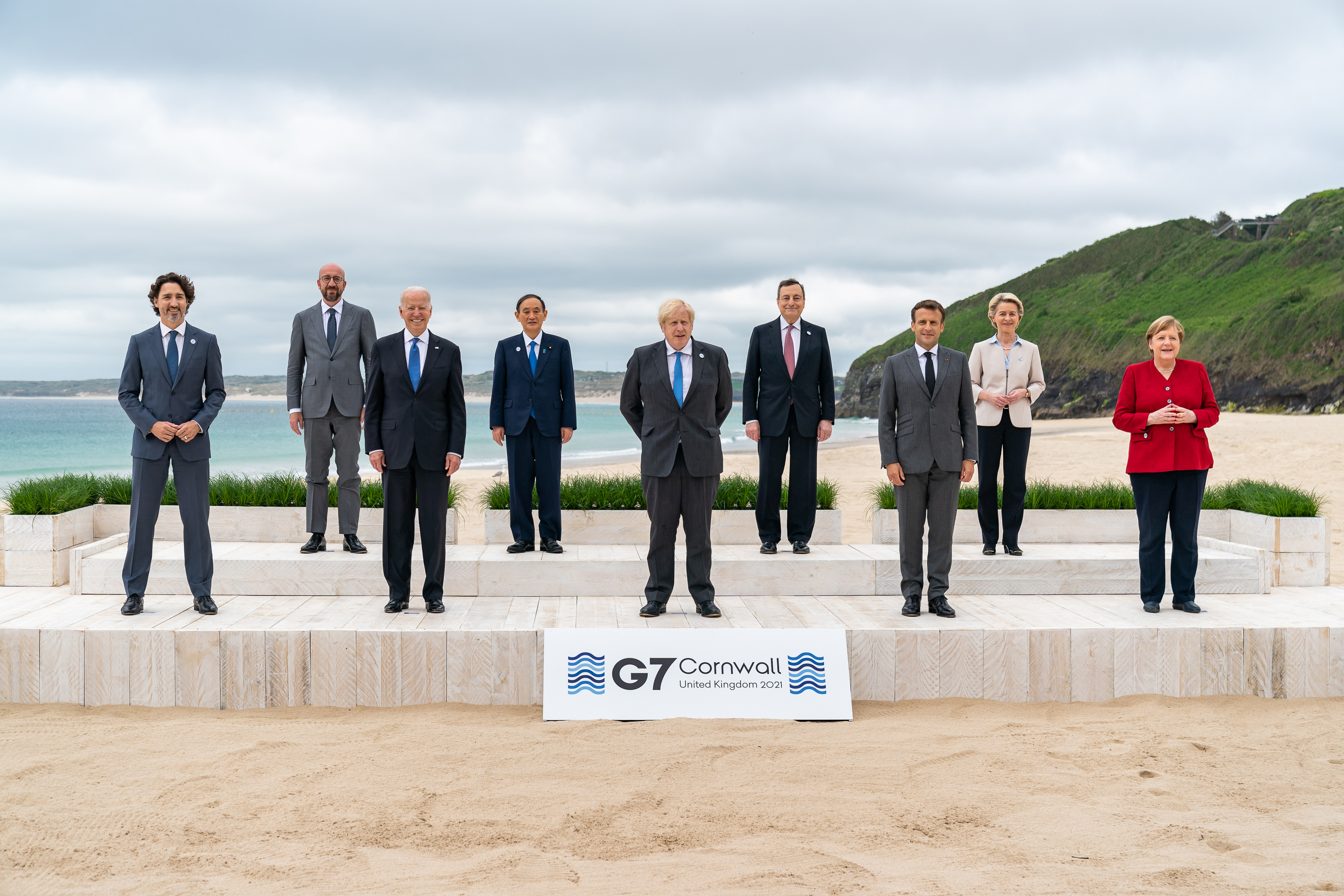
Sommet du G7 de 2021.